# チャッチャイ・サーサクン
チャッチャイ・サーサクン（タイ語: ฉัตรชัย อีลิทยิม、英: Chatchai Sasakul、1970年2月5日 - ）は、タイのプロボクサー。バンコク出身。元WBC世界フライ級王者。チャッチャイ・ダッチボーイジム、チャッチャイ・イーリックジムとも。

## 来歴・人物
アマチュア時代、ソウルオリンピックに出場。2回戦から勝ち上がるも準々決勝で敗れる。
1991年8月6日、プロデビュー。
1992年3月20日、4戦目でWBCインターナショナルフライ級王座獲得。その後、同年6月にWBC世界フライ級王座を獲得したユーリ海老原（後の勇利アルバチャコフ）への挑戦が決まるも、腰痛悪化のため取り止め。その後、ノンタイトル戦をはさみながら、インターナショナル王座防衛に2度成功した。
1995年9月25日、無敗のまま世界初挑戦。東京で勇利に挑むも12回判定負け。プロ初黒星となった。
世界初挑戦失敗後、1997年1月まで8連勝を記録。
同年5月9日、母国タイで世界再挑戦（勇利負傷による長期休養に伴い、WBC世界フライ級暫定王座決定戦出場）。勇利に挑戦経験のあるイサイアス・サムディオ（米国）を12回判定に降し、王座獲得を果たした。8月1日に初防衛に成功した後、11月に再来日。12日に札幌で王座統一戦として勇利と再戦し、12回判定勝ち。2年前の雪辱に成功すると同時に、正規王者に昇格した。
1998年、さらに2度の王座防衛を果たすも、1998年12月4日、フィリピンの新鋭マニー・パッキャオに8回KO負けを喫し、世界王座から陥落した。
世界王座陥落後、2000年9月まで7試合を行い全勝するも、その後2001年と2002年は1試合も行わず。
2003年7月25日、2年10か月ぶりに試合を行う（3回TKO勝ち）。同年9月5日、ABCO（アジアボクシング評議会＝WBCの傘下組織）バンタム級暫定王座を獲得。3度防衛後の2004年7月に正規王者に認定され、その後4度目の防衛にも成功。
2004年3月7日、3度目の来日。岐阜で宇野スナオ（岐阜ヨコゼキ）と対戦、10回判定勝ち。2回に首を掴まれて引き倒されたのをダウンとされたものの、5回にクリーンなダウンを奪い返すなどして試合を優位に進め、2-1の判定勝ちを収めた。
2005年10月に王座返上後、12月に4度目の来日。同12日に相澤国之と対戦。しかし、10回判定負けを喫した。
その後、2006年7月28日、ABCOスーパーフライ級暫定王座を獲得。9月7日には初防衛に成功。
2007年10月24日、タイにてマービン・タンパス（フィリピン）と対戦、8回判定勝利。
2008年8月30日、WBC世界フライ級王座陥落時以来、10年ぶりの世界戦。WBAスーパー・WBC世界スーパーフライ級王者クリスチャン・ミハレス（メキシコ）に挑戦するが、3回TKO負けで2階級制覇に失敗した。

## 通算成績
- 68戦64勝（39KO）4敗